# Fussing Sø
Fussing Sø är en sjö i Danmark. Den ligger i Randers kommun i Region Mittjylland. Fussing Sø ligger 17 meter över havet. Arean är 2,2 kvadratkilometer och sjön sträcker sig 1,1 kilometer i nord-sydlig riktning, och 3,2 kilometer i öst-västlig riktning. Fussing Sø, som är en av källorna till Skals Å, får sitt vatten från olika källor på sjöbotten.
Fussing Sø omges av skogen Fussingø Skov och trakten i övrigt består till största delen av jordbruksmark. Sjön ingår i Natura 2000 området Lovns Bredning, Hjarbæk Fjord og Skals Ådal.